# Сали, Сафи
Сафи Сали (малайск. Safee Sali; род. 29 января 1984, Каджанг) — малайзийский футболист, нападающий клуба «Петалинг-Джая Сити». Выступал за сборную Малайзии.

## Клубная карьера

### ТМ
Сафи начал свою карьеру в возрасте 19 лет, играя за клуб ТМ, после того, как он принял участие в резервной команде. Сафи удалось сыграть несколько игр за команду до прихода в ФК «Куала-Лумпур».

### Куала Лумпур
Талант Сафи был замечен тренером «Куала-Лумпур» англичанином Игорем Новаком. Ему удалось оформить хет-трик во время матча против «Перака», который закончился победой 6:2. Сафи забил 11 голов в своём первом сезоне. В сезоне 2004 года он сумел забить только два гола в лиге. В своём последнем сезоне с «Куала-Лумпур», он забил 11 мячей (7 — в чемпионате и 4 — в кубке).

### Саравак
Сафи позже присоединился к «Сараваку». Он стал лучшим бомбардиром в местной лиге с 10 голам.

### Селангор
В сезоне 2006/07 Сафи присоединился к «Селангору». С командой дошёл до финала как Кубка FA, так и Кубка Малайзии. Тем не менее, «Селангор» проиграл оба финальных матча «Кедаху» с одинаковым счётом 2:3. Сали забил в общей сложности 11 голов в своём первом сезоне за «Селангор».

### Пелита Джая
5 февраля 2011 года Сафи официально перешёл в индонезийскую команду Суперлиги — «Пелиту Джая», подписав контракт на год. Сафи дебютировал в индонезийской лиге в игре против «Сривиджаи». Сали забил 7 голов в 13 матчах в своём первом сезоне с «Пелитой».
12 октября 2011 года Сафи был выбран капитаном «Пелиты Джая» на сезон 2011/12. 24 марта 2012 года Сали удалось оформить покер в игре против «Грезик Юнайтед». Всего же в том сезоне Сафи забил 20 голов.

### Джохор
В 2013 году Сафи вернулся в Малайзию, чтобы присоединиться к «Джохору». Дебютировал и забил два гола в матче перед началом сезона против «Мелаки Юнайтед».

## Международная карьера
После впечатляющего сезона с ФК «Саравак» Сафи удалось попасть в национальную команду. Он сыграл против Новой Зеландии 19 февраля 2006 года. Затем он забил свой первый гол в своём втором матче против Новой Зеландии.
В ноябре 2010 года Сафи был вызван в сборную Малайзии на AFF Кубок Сузуки 2010. Сафи забил дважды против Вьетнама, что помогло добиться победы в первой полуфинальной игре со счётом 2:0. Сафи снова забил дважды в первом матче финала с Индонезией. В ответном матче финала Сафи забил ещё один гол, став лучшим бомбардиром турнира с 5 мячами. Малайзия выиграл AFF Suzuki Cup 2010 впервые в своей истории.

## Достижения
- Победитель Кубка АФК 2015: 2015